# 徐州戰鬥 (北伐)
徐州戰鬥發生於1927年7月28日－8月6日，地點則是在中國蘇北一帶，是國民革命軍北伐戰爭的戰鬥之一。徐州戰鬥的交戰雙方，一方為國民革命軍，另一方為北洋政府所轄軍隊。

## 经过
战役发生在南京国民政府和武汉国民政府的宁汉战争期间，武汉方面进攻南京方面腹地，南京方面将军队南撤。7月24日，直鲁联军许琨占领徐州，王天培逃往安徽宿县。蒋介石在29日亲自指挥分三路反攻徐州战。直鲁联军利用诱敌深入之计，北伐军中计遭直鲁联军反扑后惨败。8月6日，蒋介石逃回南京。指挥王天培被蒋介石下令依军法枪毙。这次失败，是蒋介石自黄埔军校成立以来所遇到的最大失败。:319-320

## 參看
1. ↑  刘红.  第一版. 北京: 团结出版社. 2017年10月. ISBN 9787512650206.

- 中華民國北洋政府時期內戰戰鬥列表
- 临城战斗 (北洋政府时期)